# 오레곤초원쥐
오레곤초원쥐(Microtus oregoni)는 비단털쥐과에 속하는 설치류의 일종이다. 북아메리카의 태평양 북서부 지역에 분포하며, 숲과 초원, 삼림 지대, 수풀 등에서 서식한다. 작은 꼬리와 부드러운 갈색-회색털을 가진 포유류이며, 표본은 컬럼비아강 어귀에서 수집되었고 1839년에 처음 기재되었다. 분포 지역에서 가장 작은 밭쥐로 몸무게는 약 19g이다. 분홍색의 털이 없고 눈을 뜨지 못하는 상태로 태어나며 몸무게는 약 1.6g이고 늘어진 귀가 귀 입구를 완전히 덮여 있다. 분포 지역에서 흔하지 않지만 생존에 위협에 느낄 정도의 특별한 위협 요소는 없다.

## 분류학
1839년 바크먼(John Bachman)이 처음 기술했다. 원래 학명은 Arvicola oregoni이었다. 모식표본은 나이든 수컷으로 오레곤주 컬럼비아강 어귀에서 1836년 11월 2일에 수집되었다. 표본은 바흐만이 제출했고, 존 커크 타운센드(John Kirk Townsend)가 검토했다. 이어서 다른 학자들이 컬럼비아강 입구 아스토리아에서 표본을 수집했다. 1857년 베어드(Baird)가 물밭쥐속(Arvicola) 물밭쥐아속(Arvicola)에 Arvicola oregoni로 분류했다. 1874년 미국립과학원회보(PNAS) 논문에서 쿠스(Coues)는 오레곤초원쥐 학명을 Arvicola (Chilotus) oregonus로 명명하고, 킬로투스(Chilotus)를 아속으로 재분류했다. 이어서 밀러(Miller)가 오레곤초원쥐를 밭쥐속에서 속하는 킬로투스아속으로 재분류했다. 이는 오레곤초원쥐의 현재 학명 Microtus oregoni에 대한 최초의 언급이다. 이어서 미노메스아속(Mynomes)으로 재분류했다.

## 특징
| 두개골 측정치 | 최소   | 최대   |
| ------------- | ------ | ------ |
| 몸길이        | 20.9mm | 23.4mm |
| 코 길이       | 6.7mm  | 7.3mm  |
| 협골 폭       | 14mm   | 14.9mm |
| 유양돌기 폭   | 11mm   | 12.6mm |
| 윗어금니 치조 | 5.5mm  | 6.1mm  |

오레곤초원쥐 평균 몸무게는 약 19g, 몸무게 범위는 14.5~27.5g이다. 평균 몸길이는 약 140mm이고 몸길이 범위는 129~154mm이다. 분포 지역 내의 다른 밭쥐와 비교하여 오레곤초원쥐가 가장 작다. 다른 밭쥐에 비해 눈이 작고(직경 약 2mm), 같은 지역에 분포하거나(동지역성 종분화) 인근 지역에 분포(근지역성 종분화)를 보인다.